# Wrecking Ball Tour

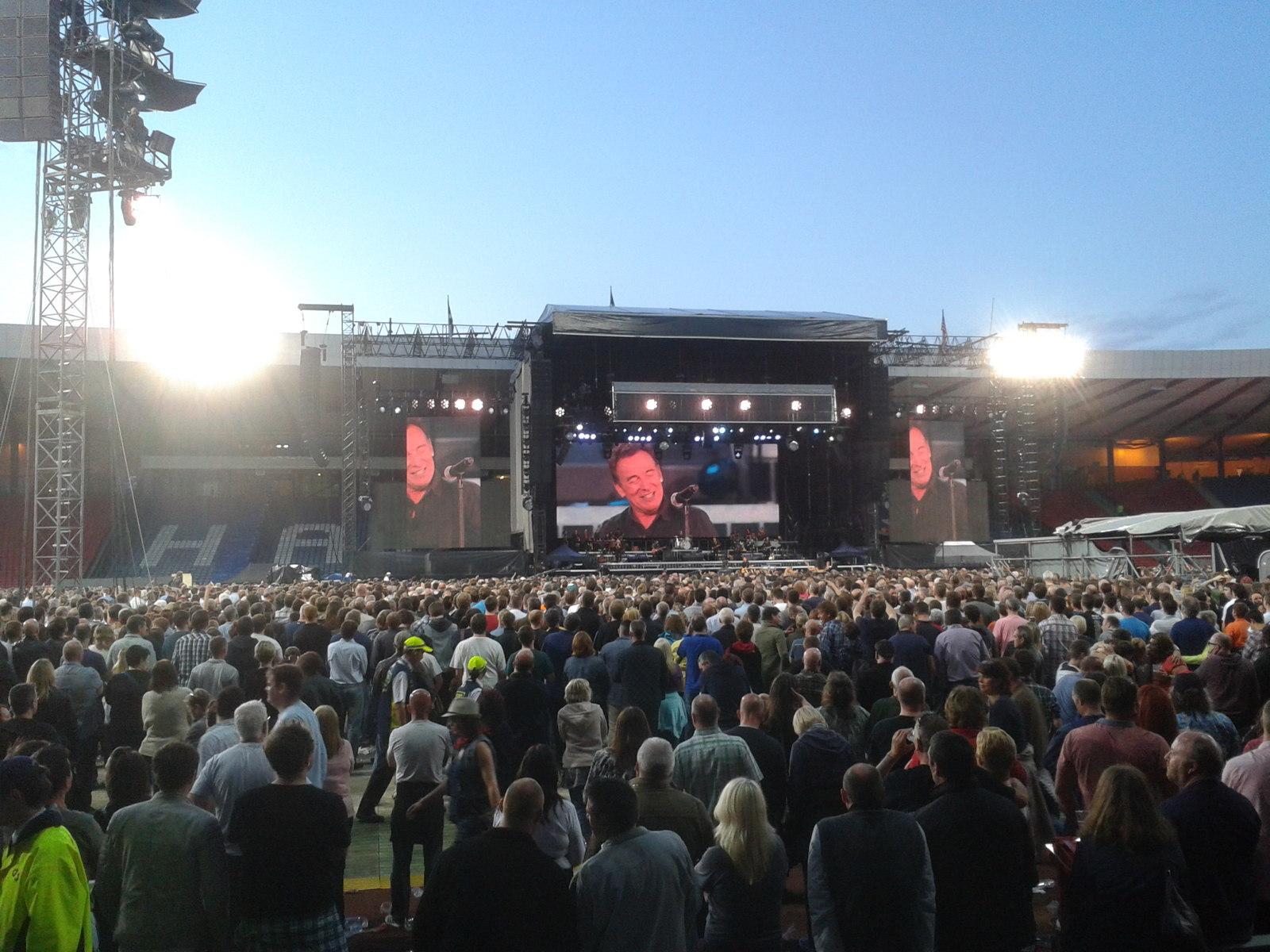
koncert na stadionie Hampden

Wrecking Ball Tour – światowa trasa koncertowa Bruce’a Springsteena, która odbyła się na przełomie 2012 i 2013 r.

## Program koncertów według albumów
Greetings from the Asbury Park, N.J.: Blinded by the Lights, Does This Bus Stop at 82nd Street?, For You, Growin' Up, It's Hard to Be a Saint in the City, Lost in the Flood, Spirit in the Nights.
The Wild, the Innocent & the E Street Shuffle: 4th of July,Asbury Park (Sandy), The E Street Shuffle, Incident on 57th Street, Kitty's Back, New York City Serenade, Rosalita (Come Out Tonight), Wild Billy’s Circus Story.
Born to Run: Backstreets, Born to Run, Jungleland, Meeting Across the River, Night, She’s the One, Tenth Avenue Freeze-Out, Thunder Road.
Darkness on the Edge of Town: Adam Raised a Cain, Badlands, Candy's Room, Darkness on the Edge of Town, Factory, The Promised Land, Prove It All Night, Racing in the Street, Something in the Night, Streets of Fire.
The River: Cadillac Ranch, Drive All Night, Fade Away, Hungry Heart, Independence Day, Jackson Cage, I'm a Rocker, Out in the Street, Point Blank, The Price You Pay, Ramrod, The River, Sherry Darling, Stolen Car, The Ties That Blind, Two Hearts, You Can Look (But You Better Not Touch).
Nebraska: Atlantic City, Highway Patrolman, Johnny 99, Mansion on the Hill, Nebraska, Open All Right, Reason to Believe, State Trooper.
Born in the U.S.A.: Bobby Jean, Born in the U.S.A., Cover Me, Dancing in the Dark, Darlington County, Downbound Train, Glory Days, I'm Goin' Down, I'm on Fire, My Hometown, No Surrender, Working on the Highway.
Tunnel of Love: All That Heaven Will Allow (solowe wykonanie), Brilliant Disguise, Tougher Than the Rest.
The Gost of Tom Joad: The Gost of Tom Joad, Youngstown.
Blood Brothers (EP): High Hopes.
Tracks: Back In Your Arms, Be True, Bishop Danced, Cynthia, Don’t Look Back, Frankie, Give the Girl a Kiss, Heart of Stone (solowe wykonanie), Janey Don't You Lose Heart, Lion’s Den, Living on the Edge of the World, Loose Ends, Man at the Top, My Love Will Not Let You Down, Pink Cadillac, Roulette, Seaside Bar Song, So Young And In Love, Stand on It, Take 'Em As They Come, Thundercrack, TV Movie, Wages of Sin, Where The Bands Are.
18 Tracks: The Fever (solowe akustyczne wykonanie)
The Rising: Empty Sky, Into the Fire, Lonesome Day, Mary’s Place, My City of Ruins, The Rising, Waitin' on a Sunny Day.
The Essential Bruce Springsteen: From Small Things (Big Things One Day Came), Held Up Without A Gun, None But the Brave.
Devils & Dust: Devils & Dust, Long Time Comin, Maria's Bed (solowe akustyczne wykonanie).
We Shall Overcome: The Seeger Sessions: American Land, How Can A Poor Man Stand Such Times and Live, O Mary Don't You Weep, Pay Me My Money Down.
Magic: Girls In Their Summer Clothes, I'll Work for Your Love, Last to Die, Long Walk Home, Radio Nowhere, Terry's Song.
Working on a Dream: My Lucky Day, Queen of the Supermarket, Surprise, Surprise, Working on a Dream.
The Promise: Ain’t Good Enough For You, Because the Night, Fire, Gotta Get That Feeling, One Way Street, The Promise, Rendezvous, Save My Love, Spanish Eyes, Talk To Me.
Wrecking Ball: Death to My Hometown, Easy Money, Jack of All Trades, Land of Hope and Dreams, Rocky Ground, Shackled and Drawn, This Depression, You've Got It, We Are Alive, We Take Care of Our Own, Wrecking Ball.
Inne piosenki Bruce’a Springsteena nie pochodzące z albumów: A Night with the Jersey Devil, American Skin (41 shots), Light of Day, Red Headed Woman, Savin' Up, Seeds, This Little Girl.
Covery innych wykonawców:
- 634-5789 (Soulsville, U. S. A.) (cover Eddiego Floyda i Steve’a Croppera)
- 96 Tears (cover Question Mark & The Mysterians)
- Across the Borderline (cover Williego Nelsona)
- Ain’t Too Proud to Beg (cover The Temptations)
- Bad Luck (cover Social Distortion)
- Bad Moon Rising (cover Creedence Clearwater Revival)
- Boom Boom (cover Johna Lee Hookera)
- Burning Love (cover Dennisa Linde)
- California Sun (cover Henry’ego Glovera i Morrisa Levy’ego)
- Detroit Medley
- Dirty Water (cover The Standells)
- Drift Away (cover Mentora Williamsa)
- Get Out of Denver (cover Boba Segera)
- Good Rockin' Tonight (cover Roya Browna)
- Goodnight, Irene (cover Huddiego Ledbettera)
- Green Onions (cover Booker T. and the M.G.’s)
- Here Comes the Nights (cover Berta Bernsa) (wykonywane przez Glensa Hansarda)
- (Your Love Keeps Lifting Me) Higher and Higher (cover Jackiego Wilsona)
- Honky Tonk Women (cover The Rolling Stones)
- I Don’t Want to Go Home
- I Fought the Law (cover The Crickets)
- I Saw Her Standing There (cover The Beatles)
- In Dreams (cover Roya Orbisona) (solowe akustyczne wykonanie)
- In The Midnight Hour (cover Wilsona Picketta)
- Jailhouse Rock (cover Elvisa Presleya)
- Jersey Girl (cover Toma Waitsa)
- Jole Blon (cover ludności Cajun)
- Just Like Fire Would (cover The Saints)
- Kansas City (cover Jerry’ego Leibera i Mike’a Stollera)
- Knock on Wood (cover Eddiego Floyda i Steve’a Croppera)
- La Vie en Rose (cover Édith Piaf)
- Land of a Thousand Dances (cover Chrisa Kennera)
- Long Tall Sally (cover Little Richarda)
- Louie Louie (cover Richarda Berry)
- Lucille (cover Little Richarda)
- Manifiesto (cover Victora Jary)
- Mona
- Monster Mash (cover Bobby’ego Picketta)
- Mountain of Love (cover Harolda Dormana)
- My Kind of Town (cover Franka Sinatry)
- Not Fade Away (cover Buddy’ego Holly)
- ’O sole mio (cover Edwarda di Capua i Giovanniego Capuro)
- Once Upon a Time in West (grane przez zespół przed wejściem na scenę)
- Pretty Flaming
- Proud Mary (cover Creedence Clearwater Revival)
- Quarter to Three
- Raise Your Hand (cover Steve’a Croopera, Eddiego Floyda i Alvertis Isabell)
- Rockin' All Over the World (cover Status Quo)
- Santa Claus Is Coming To Town (cover Johna Fredericka i Haven Gillespie)
- Seven Nights To Rock (cover Bucka Traila, Henry’ego Glovera i Louisa Innisa)
- Shake (cover Sama Cooke’a)
- Shake, Rattle & Roll (cover Jessego Stone’a)
- Shout (cover The Isley Brothers)
- Sociade Alternativa
- Something You Got
- Summertime Blues (cover Eddiego Cochrana)
- Summer Wind (cover Heinza Meiera i Johnny’ego Mercera)
- Sweet Soul Music (cover Arthura Conleya)
- Take Me Out to the Ball Game (cover Jacka Norwortha i Alberta Von Tilzera)
- This Little Light of Mine (cover Harry’ego Dixona Loesa)
- Trapped
- Travelin' Band (cover Creedence Clearwater Revival)
- Twist And Shout (cover Phila Medleya i Berta Burnsa
- Twistin' the Night Away (cover Sama Cooke’a)
- You Can't Sin Down (cover The Dovells)
- You Never Can Tell (cover Chucka Berry’ego)
- The Way Yo Do The Things You Do (cover The Temptations)
- The Weight (cover The Band)
- The Land is Your Land (cover Woody’ego Guthrie)
- We Gotta Get Out This Place (cover The Animals)
- When I Leave Berlin (cover Wizza Jonesa)
- When The Saints Go Marching In
- When You Walk In The Room (cover The Searchers)
- Who'll Stop the Rain (cover Creedence Clearwater Revival)
- Wild Thing (cover The Troggs)

## Lista koncertów

### Koncerty w 2012

#### Ameryka Północna – część 1
- 18 marca – Atlanta, Georgia, USA – Phillips Arena
- 19 marca – Greensboro, Karolina Północna, USA – Greensboro Coliseum
- 23 marca – Tampa, Floryda, USA – Tampa Bay Times Forum
- 26 marca – Boston, Massachusetts, USA – TD Garden
- 28 i 29 marca – Filadelfia, Pensylwania, USA – Wells Fargo Center
- 1 kwietnia – Waszyngton, USA – Verizon Center
- 3 i 4 kwietnia – East Rutherford, New Jersey, USA – Izod Center
- 6 i 7 kwietnia – Nowy Jork, USA – Madison Square Garden
- 12 kwietnia – Detroit, Michigan, USA – The Palace of Auburn Hills
- 13 kwietnia – Buffalo, Nowy Jork, USA – First Niagara Center
- 16 kwietnia – Albany, Nowy Jork, USA – Times Union Center
- 17 kwietnia – Cleveland, Ohio, USA – Quicken Loans Arena
- 24 kwietnia – San Jose, Kalifornia, USA – HP Pavillion at San Jose
- 26 i 27 kwietnia – Los Angeles, Kalifornia, USA – Los Angeles Memorial Sports Arena
- 29 kwietnia – Nowy Orlean, Luizjana, USA – Fair Ground Race Course (festiwal New Orleans Jazz & Heritage Festival)
- 2 maja – Newark, New Jersey, USA – Prudential Center

#### Europa
- 13 maja – Sewilla, Hiszpania – Estadio Olimpico de Seville
- 15 maja – Las Palmas, Hiszpania – Estadio Gran Canaria
- 17 i 18 maja – Barcelona, Hiszpania – Estadi Olímpic Lluís Companys
- 25 maja – Frankfurt, Niemcy – Commerzbank-Arena
- 27 maja – Kolonia, Niemcy – RheinEnergieStadion
- 28 maja – Landgraaf, Holandia – Megaland Landgraaf (festiwal Pinkpop)
- 30 maja – Berlin, Niemcy – Olympic Stadium
- 2 czerwca – San Sebastián, Hiszpania – Estadio Anoeta
- 3 czerwca – Lizbona, Portugalia – Bela Vista Park
- 7 czerwca – Mediolan, Włochy – San Siro
- 10 czerwca – Florencja, Włochy – Stadio Artemio Franchi
- 13 czerwca – Triest, Włochy – Stadio Nereco Rocco
- 17 czerwca – Madryt, Hiszpania – Santiago Bernabéu Stadium
- 19 czerwca – Montpellier, Francja – Park&Suites Arena
- 21 czerwca – Sunderland, Anglia – Stadium of Light
- 22 czerwca – Manchester, Anglia – Etihad Stadium
- 24 czerwca – Isle of Wight, Anglia – Seaclose Park
- 4 i 5 lipca – Paryż, Francja – Palais Omnisports de Paris-Bercy
- 7 lipca – Roskilde, Dania – Roskilde Dyrskueplads
- 11 lipca – Praga, Czechy – Synot Tip Aréna
- 12 lipca – Wiedeń, Austria – Ernst-Happel-Stadion
- 14 lipca – Londyn – Hyde Park (festiwal Hard Rock Calling)
- 17 i 18 lipca – Dublin, Irlandia – RDS Arena
- 21 lipca – Oslo, Norwegia – Valle Hovin
- 23 i 24 lipca – Bergen, Norwegia – Koengen
- 27 i 28 lipca – Göteborg, Szwecja – Ullevi Stadium
- 31 lipca – Helsinki, Finlandia – Helsinki Stadium

#### Ameryka Północna – część 2
- 14 i 15 sierpnia – Boston, Massachusetts, USA – Fenway Park
- 18 sierpnia – Foxborough, Massachusetts, USA – Gillette Stadium
- 24 sierpnia – Toronto, Kanada – Rogers Centre
- 26 sierpnia – Moncton, Kanada – Magnetic Hill Concert Site
- 29 sierpnia – Vernon, Kanada – Vernon Downs Raceway
- 2 i 3 września – Filadelfia, Pensylwania, USA – Citizens Bank Park
- 7 i 8 września – Chicago, Illinois, USA – Wrigley Field
- 14 września – Waszyngton, USA – Nationals Park
- 19, 21 i 22 września – East Rutherford, New Jersey, USA – MetLife Stadium
- 19 października – Ottawa, Kanada – Scotiabank Place
- 21 października – Hamilton, Kanada – Copps Coliseum
- 23 października – Charlottesville, Wirginia, USA – John Paul Jones Arena
- 25 października – Hartford, Connecticut, USA – XL Center
- 27 października – Pittsburgh, Pensylwania, USA – Consol Energy Center
- 31 października – Rochester, Nowy Jork, USA – Blue Cross Arena (pierwotnie planowany na 30 października; przeniesiony z powodu huraganu Sandy)
- 1 listopada – University Park, Pensylwania, USA – Bryce Jordan Center
- 3 listopada – Louisville, Pensylwania, USA – KFC Yum! Center
- 11 i 12 listopada – Saint Paul, Minnesota, USA – Xcel Energy Center
- 15 listopada – Omaha, Nebraska, USA – CenturyLink Omaha Center
- 17 listopada – Kansas City, Missouri, USA – Sprint Center
- 19 listopada – Denver, Kolorado, USA – Pepsi Center
- 26 listopada – Vancouver, Kanada – Rogers Arena
- 28 listopada – Portland, Oregon, USA – Rose Garden Arena
- 30 listopada – Oakland, Kalifornia, USA – Oracle Arena
- 4 grudnia – Anaheim, Kalifornia, USA – Honda Center
- 6 grudnia – Glendale, Arizona, USA – Jobing.com Arena
- 10 grudnia – Meksyk, Meksyk, USA – Palacio de los Deportes
- 12 grudnia – Nowy Jork, Nowy Jork, USA – Madison Square Garden

### Koncerty w 2013

#### Australia
- 14 i 16 marca – Brisbane, Brisbane Entertainment Center
- 18, 20 i 22 marca – Sydney, Allphones Arena
- 24, 26 i 27 marca – Melbourne, Rod Laver Arena
- 30 i 31 marca – Macedon, Hanging Rock

#### Europa
- 29 i 30 kwietnia – Bœrum, Norwegia – Telenor Arena
- 3 i 4 maja – Sztokholm, Szwecja – Friends Arena
- 7 i 8 maja – Turku, Finlandia – HK Arena
- 11 maja – Sztokholm, Szwecja – Friends Arena
- 14 maja – Kopenhaga, Dania – Parken
- 16 maja – Herning, Dania – Jyske Bank Boxen
- 23 maja – Neapol, Włochy – Piazza del Plebiscito
- 26 maja – Monachium, Niemcy – Olympiastadion
- 28 maja – Hanower, Niemcy – AWD-Arena
- 31 maja – Padwa, Włochy – Stadio Euganeo
- 3 czerwca – Mediolan, Włochy – San Siro
- 15 czerwca – Londyn, Anglia – Stadion Wembley
- 18 czerwca – Glasgow, Szkocja – Hampden Park
- 20 czerwca – Coventry, Anglia – Ricoh Arena
- 22 czerwca – Nijmegen, Holandia – Goffertpark
- 26 czerwca – Gijón, Hiszpania – El Molinón Stadium
- 29 czerwca – Paryż, Francja – Stade de France
- 30 czerwca – Londyn, Anglia – Queen Elizabeth Olympic Park
- 3 lipca – Genewa, Szwajcaria – Stade de Genéve
- 5 lipca – Mönchengladbach, Niemcy – Borussia-Park
- 7 lipca – Lipsk, Niemcy – Red Bull Arena
- 11 lipca – Rzym, Włochy – Ippodromo delle Capanelle
- 13 lipca – Werchter, Belgia – Werchter Festival Grounds
- 16 lipca – Limerick, Irlandia – Thomond Park
- 18 lipca – Cork, Irlandia – Páirc Uí Chaoimh
- 20 lipca – Belfast, Irlandia Północna – King’s Hall
- 23 lipca – Cardiff, Walia – Millennium Stadium
- 24 lipca – Leeds, Anglia – Leeds Arena
- 27 i 28 lipca – Kilkenny, Irlandia – Nowland Park

#### Ameryka Południowa
- 12 września – Santiago, Chile – Movistar Arena
- 14 września – Buenos Aires, Argentyna – Estadio G.E.B.A.
- 18 września – São Paulo, Brazylia – Espaço das Americas
- 21 września – Rio de Janeiro, Brazylia – Cidade do Rock (festiwal Rock in Rio Brazil)

## Muzycy

### Zespół Bruce’a Springsteena
- Bruce Springsteen – wokal prowadzący, gitary:prowadząca, rytmiczna, akustyczna, fortepian, harmonijka ustna
- Roy Bittan – fortepian, syntezator, akordeon
- Nils Lofgren – gitary:rytmiczna, prowadząca, akustyczna, elektryczna gitara hawajska, akordeon, chórki
- Patti Scaffia – chórki, wokal w duecie, gitara akustyczna, czasami tamburyn
- Garry Talent – gitara basowa, chórki, czasami tuba
- Steven van Zandt – gitary: prowadząca, rytmiczna i akustyczna, mandolina, chórki, czasami wokal prowadzący
- Max Weinbourg – perkusja oraz czasami tamburyn
- Soozie Tyrell – skrzypce, gitara akustyczna, perkusja, chórki
- Charles Giordano – organy, akordeon, dzwonki, czasami fortepian oraz chórki
- Tom Morello – gitara, chórki oraz wokal prowadzący w „Ghost of the Tom Joad”.

### Muzycy wspomagający zespół Bruce’a Springsteena

#### Sekcja dęta
- Jake Clemons – saksofon, instrumenty perkusyjne, chórki
- Eddie Manion – saksofon, instrumenty perkusyjne
- Curt Ramm – trąbka, instrumenty perkusyjne
- Barry Daniellan – trąbka, instrumenty perkusyjne
- Clark Gayton – puzon, tuba, instrumenty perkusyjne

#### Chórki
- Curtis King – chórki, tamburyn
- Cindy Mizelle – chórki, tamburyn
- Michelle Moore – chórki, rap
- Everett Bradley – chórki, instrumenty perkusyjne

## Muzycy występujący gościnnie na trasie
- Jared Clemons
- Peter Wolf
- Adele Springsteen (matka Bruce’a Springsteena)
- Tom Morello
- Dr. John
- Kevin Buell
- Garland Jeffreys
- Mumford & Sons
- Elliot Murphy
- Southside Johnny
- Jessica Springsteen (córka Bruce’a Springsteena)
- The Roots
- John Fogerty
- Paul McCartney
- Ken Casey
- Olivia Tallent (córka Garry’egop Talenta)
- Eddie Vedder
- Ali Weinberg
- Vini „Mad Dog” Lopez
- Gary U.S. Bonds
- Virginia Springsteen Shave (siostra Bruce’a Springsteena)
- Vivienne i Mike Scialfa (teściowie Bruce’a Springsteena)
- Maureen Van Zandt
- Joe Grushecky i jego syn Johnny
- Mike Ness
- Sam Moore
- Jimmy Barnes
- Jon Landau
- Gaspard Murphy
- Pamela Springsteen (siostra Bruce’a Springsteena)
- Jay Weinberg
- Ben Harper
- Eric Burdon

## Artyści supportujący Bruce’a Springsteena
- The Black Crowes
- Jamie N Commons
- Josh Ritter & The Royal City Band
- Glen Hansard
- Damien Dempsey
- Irmelda May
- LAPD (Liam O’Flynn, Andy Irvine, Paddy Glackin i Donál Lunny)
- Delorentos

## Przychody z koncertów
| Państwo    | Miasto              | Miejsce koncertu                  | Sprzedaż biletów/Dostępne | Przychód        |
| ---------- | ------------------- | --------------------------------- | ------------------------- | --------------- |
| Australia  | Brisbane            | Brisbane Entertainment Centre     | 24 493/24 493 (100%)      | 4 289 920 USD   |
| Australia  | Sydney              | Allphones Arena                   | 47 796/48 000 (99%)       | 7 966 677 USD   |
| Australia  | Melbourne           | Rod Laver Arena                   | 46 740/46 740 (100%)      | 7 662 705 USD   |
| Australia  | Wooded              | Hanging Rock                      | 34 142/34 142 (100%)      | 5 359 624 USD   |
| Austria    | Wiedeń              | Ernst Happel Stadion              | 50 923/50 923 (100%)      | 4 502 648 USD   |
| Czechy     | Praga               | Synot Tip Arena                   | 22 200/22 200 (100%)      | 1 639 087 USD   |
| Dania      | Herning             | Jyske Bank Boxen                  | 14 938/14 938 (100%)      | 1 828 163 USD   |
| Finlandia  | Turku               | HK Arena                          | 18 558/18 558 (100%)      | 2 382 847 USD   |
| Francja    | Paryż               | Palais Omnisports de-Paris Bercy  | 33 224/33 224 (100%)      | 3 259 155 USD   |
| Hiszpania  | Barcelona           | Estadi Olímpic Lluis Companys     | 79 430/86 000 (92%)       | 6 692 818 USD   |
| Hiszpania  | Gijon               | Estadio Municipal El Molinon      | 30 571/30 571 (100%)      | 2 624 674 USD   |
| Hiszpania  | Las Palmas          | Estadio de Gran Canaria           | 23 908/30 000 (80%)       | 1 861 267 USD   |
| Hiszpania  | Madryt              | Estadio Santiago Bernabeu         | 54 639/54 639 (100%)      | 4 971 750 USD   |
| Holandia   | Nijmegen            | Goffertpark                       | 64 900/64 900 (100%)      | 6 309 898 USD   |
| Irlandia   | Kilkenny            | Nowlan Park                       | 54 292/54 292 (100%)      | 6 223 768 USD   |
| Irlandia   | Cork                | Parc Ui Chaoimh                   | 37 328/37 328 (100%)      | 4 263 690 USD   |
| Kanada     | Hamilton            | Copps Coliseum                    | 16 115/18 238 (88%)       | 1 764 732 USD   |
| Kanada     | Moncton             | Magnetic Hill Concert Site        | 30 200/30 200 (100%)      | 3 400 901 USD   |
| Kanada     | Ottawa              | Scotiabank Place                  | 16 271/16 271 (100%)      | 1 678 662 USD   |
| Kanada     | Toronto             | Rogers Centre                     | 38 986/40 000 (97%)       | 3 672 176 USD   |
| Kanada     | Vancouver           | Rogers Arena                      | 17 009/17 009 (100%)      | 1 824 330 USD   |
| Kanada     | Vernon              | Vernon Downs Raceway              | 15 595/20 000 (78%)       | 1 475 410 USD   |
| Meksyk     | Meksyk              | Palacio de los Deportes           | 7 690/12 000 (68%)        | 366 479 USD     |
| Norwegia   | Bergen              | Koengen                           | 44 068/44 068 (100%)      | 5 353 738 USD   |
| Norwegia   | Oslo                | Telenor Arena                     | 43 918/43 918 (100%)      | 5 836 045 USD   |
| Norwegia   | Oslo                | Valle Hovin                       | 39 984/39 984 (100%)      | 4 874 294 USD   |
| Szwajcaria | Genewa              | Stade de Geneve                   | 22 391/40 000 (52%)       | 3 115 860 USD   |
| Szwajcaria | Zurych              | Letzigrund                        | 41 560/41 560 (100%)      | 5 193 564 USD   |
| Szwecja    | Göteborg            | Ullevi Stadium                    | 131 606/131 606 (100%)    | 11 968 672 USD  |
| Szwecja    | Sztokholm           | Friends Arena                     | 164 325/164 325 (100%)    | 16 332 099 USD  |
| USA        | Rochester           | Blue Cross Arena                  | 10 405/12 323 (84%)       | 1 008 272 USD   |
| USA        | University Park     | Bryce Jordan Center               | 12 078/15 458 (78%)       | 1 220 455 USD   |
| USA        | Omaha               | CenturyLink Center                | 10 269/10 269 (100%)      | 947 630 USD     |
| USA        | Filadelfia          | Citizens Bank Center              | 73 296/78 200 (93%)       | 6 644 578 USD   |
| USA        | Pittsburgh          | CONSOL Energy Center              | 17 956/17 956 (100%)      | 1 692 278 USD   |
| USA        | Boston              | Fenway Park                       | 59 644/59 644 (100%)      | 5 646 102 USD   |
| USA        | Buffalo             | First Niagara Center              | 18 344/18 344 (100%)      | 1 508 680 USD   |
| USA        | Foxborough          | Gillette Stadium                  | 49 621/50 000 (99%)       | 4 548 896 USD   |
| USA        | Greensboro          | Greensboro Coliseum               | 12 919/15 400 (94%)       | 1 169 147 USD   |
| USA        | Anaheim             | Honda Center                      | 13 743/13 800 (99%)       | 1 279 194 USD   |
| USA        | San Jose            | HP Pavillion                      | 15 176/17 170 (92%)       | 1 515 818 USD   |
| USA        | East Rutherford     | Izod Center                       | 38 068/38 068 (100%)      | 3 663 374 USD   |
| USA        | Glendale            | Jobing.com Arena                  | 12 660/12 660 (100%)      | 1 197 272 USD   |
| USA        | Charlottesville     | John Paul Jones Arena             | 9 931/13 000 (76%)        | 921 966 USD     |
| USA        | Louisville          | KFC!Yum Center                    | 16 699/20 491 (83%)       | 1 394 816 USD   |
| USA        | Los Angeles         | Los Angeles Memorial Sports Arena | 32 758/32 758 (100%)      | 3 051 752 USD   |
| USA        | Nowy Jork           | Madison Square Garden             | 38 828/38 828 (100%)      | 3 524 874 USD   |
| USA        | East Rutherford     | MetLife Stadium                   | 152 290/159 000 (95%)     | 14 409 760 USD  |
| USA        | Waszyngton          | Nationals Park                    | 36 525/36 525 (100%)      | 3 305 920 USD   |
| USA        | Oakland             | Oracle Arena                      | 16 268/17 400 (93%)       | 1 499 818 USD   |
| USA        | Denver              | Pepsi Center                      | 14 027/17 260 (81%)       | 1 499 818 USD   |
| USA        | Atlanta             | Phillips Arena                    | 14 959/17 700 (86%)       | 1 284 576 USD   |
| USA        | Prudential Center   | Newark                            | 16 934/16 934 (100%)      | 1 516 758 USD   |
| USA        | Quicken Loans Arena | Cleveland                         | 18 624/18 624 (100%)      | 1 565 518 USD   |
| USA        | Rose Garden         | Portland                          | 13 790/14 798 (93%)       | 1 260 800 USD   |
| USA        | Sprint Center       | Kansas City                       | 13 875/13 875 (100%)      | 1 094 111 USD   |
| USA        | Phillips Arena      | Atlanta                           | 14 959/17 700 (86%)       | 1 382 345 USD   |
| USA        | Prudential Center   | Newark                            | 16 934/16 934 (100%)      | 1 516 758 USD   |
| USA        | Quicken Loans Arena | Cleveland                         | 18 624/18 624 (100%)      | 1 565 518 USD   |
| USA        | Portland            | Rose Garden                       | 13 790/14 798 (93%)       | 1 260 800 USD   |
| USA        | Kansas City         | Sprint Center                     | 13 875/13 875 (100%)      | 1 094 111 USD   |
| USA        | Tampa               | Tampa Bay Times Forum             | 16 615/18 987 (88%)       | 1 463 180 USD   |
| USA        | Boston              | TD Garden                         | 16 779/16 779 (100%)      | 1 577 847 USD   |
| USA        | Auburn Hills        | The Palace of Auburn Hills        | 15 607/15 607 (100%)      | 1 577 847 USD   |
| USA        | Times Union Center  | Albany                            | 14 962/14 962 (100%)      | 1 272 044 USD   |
| USA        | Verizon Center      | Waszyngton                        | 17 699/17 699 (100%)      | 1 692 142 USD   |
| USA        | Wells Fargo Center  | Filadelfia                        | 38 034/38 034 (100%)      | 3 647 374 USD   |
| USA        | Wrigley Field       | Chicago                           | 84 218/84 218 (100%)      | 7 090 141 USD   |
| USA        | Xcel Energy Center  | St. Paul                          | 28 228/28 228 (100%)      | 2 708 266 USD   |
| USA        | XL Center           | Hartford                          | 14 042/15 800 (89%)       | 1 329 751 USD   |
| RAZEM      | RAZEM               |                                   | 3 488 955/3 566 710 (98%) | 368 098 499 USD |